# Kumandinci
Kumandinci, su turkijska etnička skupina sjevernih Altajaca koji žive u regijama Solton, Krasnogorsk i gradu Bijsku u Altajskom kraju; Turačakski okrug i grad Gorno-Altajsk Republike Altaj. Osim toga, oni žive raspršeno kako na području Altaja i u Republici Altaj, tako i šire. Altajski kraj i sjeverni dio Republike Altai povijesna su domovina naroda.
Teško je odrediti broj Kumandina, ali na temelju popisa stanovništva iz 1989. godine na području Altaja ima više od 2 tisuće, a u Republici Altaj oko 700 ljudi. Tradicionalno zanimanje autohtonog stanovništva je lov, ribolov, stočarstvo, skupljanje ljekovitih sirovina, branje bobica, orašastih plodova, ljekovitog bilja itd. Osim toga, Kumandini rade kao liječnici, učitelji, inženjeri, građevinari itd.
Kumandini koji su živjeli u ruralnim područjima uglavnom su radili u kolektivnim farmama, državnim farmama i drugim poljoprivrednim poduzećima.
Trenutno postoji javno samoorganiziranje Kumandina - to je "Udruga Kumandinaca". Glavni cilj organizacije je očuvanje etnosa, oživljavanje i očuvanje jezika, obavljanje društvenih i kulturnih aktivnosti, zaštita legitimnih interesa naroda. Altajska regionalna javna organizacija "Udruga naroda Kumandina" registrirana je u lipnju 1998. godine i pravni je sljednik društva "Oživljavanje naroda Kumandina". Vrhovno tijelo organizacije je kongres, a tijelo upravljanja između kongresa je Vijeće. Udruga provodi monitoring u okviru Federalnog ciljnog programa "Društveno-ekonomski razvoj autohtonog stanovništva Sjevera do 2000. godine".